# Buck Trail
Buck Trail (* 30. Dezember 1921 in Goldsboro, North Carolina als Ronald B. Killette; † 7. August 1996 in St. Cloud, Florida) war ein US-amerikanischer Country- und Rockabilly-Musiker sowie Songschreiber.

## Leben
Laut Kent Westberry war Buck Trail älter als Westberry, der ebenfalls in der Musikszene Miamis aktiv war. Trail startete seine Karriere als Country-Musiker und arbeitete auch als Veranstalter, so verschaffte er unter anderem Westberry und dessen Chaperones die ersten Auftritte im südlichen Florida. 1955 gründete Trail sein eigenes Label Trail Records, das er vor allem für seine eigenen Singles nutzte.
1958 wechselte Trail zum Rockabilly. Seine erste Single in diesem Stil erschien um 1958 mit Honky Tonk on Second Street / Beneath Miami Skies. Es folgten weitere Platten, die er hauptsächlich mit den Dead Enders für Trail einspielte. Auf seinen beiden bekanntesten Songs, Knocked Out Joint on Mars und The Blues Keep Knocking, spielte das Chaperones-Mitglied Wayne Grey Gitarre.
Trail war auch als Songschreiber aktiv. Zumindest seine Rockabilly-Titel schrieb er alle selbst und komponierte auch für andere Musiker. Moon Mullican nahm beispielsweise 1956 Trails Seven Nights to Rock auf, das später auch von Nick Lowe, Bruce Springsteen und Elizabeth McQueen von Asleep at the Wheel gecovert wurde. Girl Watcher wurde 1968 von The O’Kaysions aufgenommen, die damit Platz 5 in den US-Charts erreichten. In abgeänderter Form nahm den Titel auch Ginger Thompson als Boy Watcher auf. 1960 nahmen die Little Boppers Trails Songs Chattanooga Drummer Man und Something Special to Me auf.

## Diskografie
- 1958: Honky Tonk on Second Street /Beneath Miami Skies, Trail A-100
- 1958: Young Sweethearts / Beneath Miami Skies (Gabriel Denes), Trail A-101
- 1958: Knocked Out Joint on Mars / The Blues Keep Knocking, Trail A-104
- 1958: Honky Tonk on Second Street / Chattanooga Drummer Man, Trail A-105-1-2